# Chiesa di Sant'Antonio Abate (Sovere)
La chiesa di Sant'Antonio Abate è il principale luogo di culto cattolico di Piazza frazione di Sovere in provincia e diocesi di Bergamo. Fa parte del vicariato di Solto-Sovere.

## Storia
La chiesa intitolata a sant'Antonio abate in località Piazza di Sovere risulta citata dagli atti della visita pastorale dell'arcivescovo durante la sua visita alla diocesi di Bergamo nell'autunno del 1575. Dello stesso periodo è il decreto che obbligava la fabbriceria una sagrestia vicino alla cappella di sant'Antonio abate e che questa fosse poste sul lato del Vangelo. Per la costruzione un certo signor Basoletto aveva raccolto tra gli abitanti della località i fondi necessari.
Il piccolo edificio fu citato nel 1666 nel “Sommario delle chiese di Bergamo”, elenco redatto dal cancelliere della curia vescovile di Bergamo Giovanni Giacomo Marenzi. Nel documento è indicata sotto l'invocazione di sant'Antonio Abate e inserita nella parrocchia di Sovere.
La nuova chiesa fu edificata nel 1750 e l'antica cappella divenne il presbiterio. Nel portale d'ingresso è impressa, a testimonianza, questa datazione.
Nel Novecento la chiesa fu oggetto di lavori di mantenimento e ammodernamento con il restauro della piccola torre campanaria e la consacrazione delle nuove campane nel 1953. 
Il 18 marzo 1965 il vescovo di Bergamo Clemente Gaddi eresse canonicamente a parrocchia di Sant'Antonio con lo smembramento dalla chiesa di san Martino e inserita nel vicariato foraneo di Sovere. Con decreto del presidente della Repubblica del 23 aprile 1966 fu riconosciuta anche civilmente. 
Negli anni '70 fu posto il nuovo altare rivolto verso l'aula previsto dall'adeguamento liturgico.. L'altare fu realizzato in legno intaglia con intarsi in marmo dalla ditta Rivadossi
Con decreto del 27 maggio 1979 del vescovo Giulio Oggioni la chiesa fu inserita nel vicariato foraneo di Solto-Sovere.

## Descrizione

### Esterno
L'edificio di culto con orientamento a nord si presenta dalle piccole proporzioni. La facciata presenta due doppie lesene nella parte centrale che è leggermente avanzata rispetto a quelle due laterali. Le lesene sono complete di alta zoccolatura e reggono il frontone con il timpano triangolare. La sezione centrale ospita il portone barocco completo di cornice e architrave in pietra locale.

### Interno
L'interno a unica navata presenta tre sfondati per lato che ospitano le cappelle. La prima ospita il fonte battesimale e corrispondente sul lato destro il confessionale ligneo. L'altare dedicato al santo titolare è posto nella seconda campata di sinistra e corrispondente quello dedicato alla Madonna della Cintura. Nella terza a sinistra l'apertura laterale e a destra la statua di san Rocco. Tre piccole cupole a tazza poggianti su archi coprono l'aula. 
Il presbiterio di misura inferiore rispetto alla navata è a pianta rettangolare e termina con il coro con parete piana che fa da raccordo con le pareti d'ambito.